# Maria Areosa
Maria Areosa Barruncho (* 14. September 1984 in Lissabon als Maria Costa Macedo Areosa Ribeiro) ist eine ehemalige portugiesische Triathletin und portugiesische Duathlon-Meisterin des Jahres 2010.

## Werdegang
In den zehn Jahren von 2001 bis 2010 nahm Areosa an 31 ITU-Bewerben teil und erreichte elf Mal Top-Ten-Platzierungen, darunter zwei Europacup-Goldmedaillen.
In die Saison 2011 startete Areosa ebenfalls mit einer Top-Ten-Platzierung in Quarteira und sie zählte auch nach über zehn Jahren im internationalen Spitzensport zur Welt-Elite.
Im Jahr 2010 nahm Areosa auch am portugiesischen Triathlon der XTERRA European Tour in Figueira da Foz teil und wurde Dritte. In Portugal trat Areosa für den Clube Olímpico de Oeiras an und sie war ständiges Mitglied der portugiesischen Nationalmannschaft. Seit 2011 tritt sie nicht mehr international in Erscheinung.
Anfang 2014 kam ihre Tochter zur Welt und seit März 2015 ist sie  verheiratet.

## Sportliche Erfolge
| Datum/Jahr   | Rang | Wettbewerb                   | Austragungsort  | Zeit     | Bemerkung                                   |
| ------------ | ---- | ---------------------------- | --------------- | -------- | ------------------------------------------- |
| 3. Apr. 2010 | 3    | Xterra Portugal Championship | Figueira da Foz | 02:51:26 | hinter Renata Bucher und Marion Lorblanchet |

| Datum/Jahr | Rang | Wettbewerb                          | Austragungsort | Zeit | Bemerkung                |
| ---------- | ---- | ----------------------------------- | -------------- | ---- | ------------------------ |
| 2010       | 1    | POR Duathlon National Championships | Portugal       |      | Duathlon-Staatsmeisterin |

| Datum/Jahr    | Rang | Wettbewerb                                       | Austragungsort | Zeit     | Bemerkung                                               |
| ------------- | ---- | ------------------------------------------------ | -------------- | -------- | ------------------------------------------------------- |
| 24. Juni 2011 | 26   | ETU Triathlon European Championships             | Pontevedra     | 02:09:27 | Europameisterschaft auf der olympischen Kurzdistanz     |
| 12. Sep. 2010 | 54   | ITU World Championship Series 2010               | Budapest       | 02:00:56 | im siebten und letzten Rennen der Saison                |
| 3. Juli 2010  | 28   | ETU Triathlon European Championships             | Athlone        | 02:03:00 | Europameisterschaft auf der olympischen Kurzdistanz     |
| 5. Juni 2010  | 54   | ITU World Championship Series 2010               | Madrid         | 02:20:05 |                                                         |
| 9. Mai 2004   | 55   | ITU Triathlon World Championship                 | Madeira        | 02:04:02 | Triathlon-Weltmeisterschaft über die olympische Distanz |
| 18. Apr. 2004 | 17   | ETU Triathlon European Championships             | Valencia       | 02:00:34 | Europameisterschaft auf der olympischen Distanz         |
| 23. Okt. 2002 | 1    | ETU Triathlon European Cup                       | Alanya         | 02:02:18 |                                                         |
| 6. Juli 2002  | 16   | ETU Triathlon European Championships             | Győr           | 01:10:44 |                                                         |
| 23. Juni 2001 | 22   | ETU Triathlon European Championship Junior Women | Karlsbad       | 01:18:09 | Triathlon-Europameisterschaft Junioren                  |

(DNF – Did Not Finish)